# Röthenbach (Emme)
Der Röthenbach (auch Rötebach) ist ein rund 17 Kilometer langer linker Nebenfluss der Emme im Schweizer Kanton Bern. Er durchfliesst die Gemeinden Wachseldorn, Röthenbach im Emmental sowie Eggiwil und entwässert dabei rund 54 Quadratkilometer des oberen Emmentals.

## Verlauf
Der Fluss entspringt unterhalb des Turners (1306 m) knapp auf dem Gemeindegebiet von Eggiwil. Er fliesst in nordwestliche Richtung und nimmt anfangs dutzende kleine Bäche auf, die vor allem am Nordhang der Honegg entspringen. Er passiert Oberei, bildet kurz die Grenze zwischen Wachseldorn und Röthenbach und fliesst jetzt gegen Norden. Der Fluss tangiert das Dorfzentrum von Röthenbach, nimmt den Jassbach auf und fliesst nun in nordöstliche Richtung bis zu seiner Mündung in die Emme bei Eggiwil.